# Radio Neunkirchen
Radio Neunkirchen, ist ein privater Hörfunksender, der aus dem saarländischen Homburg sendet (vormals aus dem Wasserturm Neunkirchen). Er hat am 16. Juli 2010 um 21:46 Uhr seinen Sendebetrieb aufgenommen.
Radio Neunkirchen ist Teil der lokalen Hörfunkkette The Radio Group. Geschäftsführer ist Antonio Gallucci. Empfangen werden kann Radio Neunkirchen auf der UKW-Frequenz 94,6 MHz und über Internet. Eine Besonderheit des Senders ist, dass sich die Studios mit „aufwendiger Technik“ seit dem 15. August 2015 in Homburg befinden und dort für die Programme von Radio Neunkirchen und Radio Homburg gleichermaßen genutzt werden. Dennoch wird ein auf die Hörer von Radio Neunkirchen zugeschnittenes Programm produziert.

## Programm
Betreiber ist die G & G Medien Saarpfalz GmbH. Der Fokus im Programm von Radio Neunkirchen liegt auf regionalen Themen aus den Bereichen Politik, Wirtschaft, Gesellschaft, Kultur, Bildung und Sport. Halbstündlich wird das Programm durch Nachrichten aus der Region, dem Saarland, Deutschland und der Welt sowie halbstündlichen lokalen Wetter- und Verkehrsmeldungen ergänzt. In den Sendezeiten am Mittag und frühen Nachmittag liegt der Sendeschwerpunkt auf dem Musikprogramm, das überwiegend aus einer Mixtur aus aktuellen Charts und populären Pop- und Rock-Hits aus den letzten 4 Jahrzehnten besteht. Der Sender sendet ein tägliches Liveprogramm zwischen 5:30 Uhr und 18 Uhr aus dem Funkhaus in der Homburger Eisenbahnstraße. Zu den täglichen Moderatoren gehören Annabelle Kopp, Robert Roth und Nina Dörrenbächer.

## Empfang
Das Programm ist über UKW 94,60 MHz zu empfangen. Empfangsgebiet ist die Stadt Neunkirchen und das nähere Umland. Ein Livestream wird auf der Homepage des Senders angeboten.